# ماريك نيكل
ماريك نيكل (بالتشيكية: Marek Nikl)‏ (20 فبراير 1976 بنيمبورك في التشيك - ) هو لاعب كرة قدم تشيكي في مركز الدفاع. شارك مع منتخب جمهورية التشيك لكرة القدم. أما مع النوادي، فقد لعب مع بوهيميانز 1905 ونادي نورنبرغ وSK Sparta Krč ‏.

## روابط خارجية
- ماريك نيكل على موقع الاتحاد التشيكي (الإنجليزية)
- ماريك نيكل على موقع قاعدة بيانات كرة القدم.إي يو (الإنجليزية)
- ماريك نيكل على موقع ناشيونال فوتبول تيمز (الإنجليزية)
- ماريك نيكل على موقع Soccerway.com (الإنجليزية)
- ماريك نيكل على موقع عالم كرة القدم.نت (الإنجليزية)